# Murder on the Dancefloor
«Murder on the Dancefloor» (с англ. — «Убийство на танцполе») — песня, записанная Софи Эллис-Бекстор для её дебютного студийного альбома Read My Lips. Авторами песни выступили Софи, Грегг Александр, который стал и продюсером. Композиция была выпущена в качестве сингла с альбома в декабре 2001 года; песня стала очень популярна в Европе, смогла достичь верхних позиций чартов многих стран, в том числе в Великобритании (№ 2), а также возглавила список самых проигрываемых песен 2002 года. Видеоклип, снятый режиссёром Софи Мюллер, является самым просматриваемым видео Софии на её официальном канале на YouTube.

## Музыкальное видео
Музыкальное видео было снято режиссером Софи Мюллер и посвящено танцевальному конкурсу. Приз победителя состоит из пары золотых туфель на высоком каблуке и значительной суммы денег. Отчаявшись победить, Эллис-Бекстор продолжает тайком дисквалифицировать других танцоров. Она заставляет одного поскользнуться на масле, прежде чем споткнуться о другого, который видит, как она это делает, и сердито указывает на нее, но безрезультатно. Затем она хитро отравляет трио потенциальных соперников, а затем портит одежду конкурсантки, заставляя ее убежать.
Затем Эллис-Бекстор обращает свое внимание на трио судей. Используя хлороформ, она отравляет женщину-судью. Как только соревнование дошло до финальных четырех пар, Эллис-Бекстор замечает, что главный судья любит красивых женщин. Используя это в своих интересах, Эллис-Бекстор подходит к нему и соблазняет его. Влюбленный судья убеждает другого судью объявить Эллис-Бекстор победителем, к большому неодобрению ее коллег-танцоров.

## В кино
В конце 2023 года трек стал вирусно популярен из-за использования в финальной сцене черной комедии «Солтберн». Сюжет картины, и особенно финальная сцена, в некотором роде являются отсылками к клипу «Murder on the Dancefloor». Песня стала занимать первые места в топах социальных сетей и стриминговых сервисов, а пользователи сняли и опубликовали огромное количество видео, в которых они в обнаженном виде танцуют у себя дома под эту композицию.

## Список композиций
UK CD single
1. «Murder on the Dancefloor» — 3:53
2. «Never Let Me Down» — 3:46
3. «Murder on the Dancefloor» (Parky & Birchy Remix) — 7:24
4. «Murder on the Dancefloor» (video) — 3:50

Cassette single
1. «Murder on the Dancefloor» — 3:37
2. «Murder on the Dancefloor» (Jewels & Stone Mix Edit) — 4:52

German CD single
1. «Murder on the Dancefloor» (radio edit) — 3:37
2. «Murder on the Dancefloor» (extended album version) — 5:32
3. «Murder on the Dancefloor» (Jewels & Stone Mix Edit) — 4:50
4. «Murder on the Dancefloor» (G-Club Vocal Mix Edit) — 5:10
5. «Murder on the Dancefloor» (Phunk Investigation Vocal Edit) — 5:07
6. «Murder on the Dancefloor» (Parky & Birchy Remix) — 7:22
7. «Murder on the Dancefloor» (Twin Murder Club Mix) — 7:11

France CD single
1. «Murder on the Dancefloor» (album version) — 3:57
2. «Murder on the Dancefloor» (French & Fresh Club Remix By RLS & Jeepee) — 6:20
3. «Murder on the Dancefloor» (Phunk Investigation Vocal Edit) — 5:09
4. «Murder on the Dancefloor» (Energized Mix By Guéna LG) — 5:32
5. «Murder on the Dancefloor» (G-Club Vocal Mix Edit) — 5:11

Brazil CD maxi-single
1. «Murder on the Dancefloor» (album version) — 3:50
2. «Murder on the Dancefloor» (extended album version) — 5:30
3. «Murder on the Dancefloor» (G-Club Vocal Mix Edit) — 5:08
4. «Murder on the Dancefloor» (G-Club Vocal Mix) — 8:05
5. «Murder on the Dancefloor» (G-Club Dub Mix) — 6:36
6. «Murder on the Dancefloor» (Jewels & Stone Mix Edit) — 4:51
7. «Murder on the Dancefloor» (Jewels & Stone Remix) — 5:39
8. «Murder on the Dancefloor» (Phunk Investigation Vocal Edit) — 5:07
9. «Murder on the Dancefloor» (Phunk Investigation Vocal Mix) — 8:30
10. «Murder on the Dancefloor» (Parky & Birchy Remix) — 7:23
11. «Murder on the Dancefloor» (Twin Murder Club Mix) — 7:07
12. «Murder on the Dancefloor» (Danny D Remix) — 7:56

## Чарты

### Еженедельные чарты
| Чарт (2001-02)                      | Пиковая позиция |
| ----------------------------------- | --------------- |
| Австралия (ARIA)                    | 3               |
| Австрия (Ö3 Austria Top 40)         | 10              |
| Бельгия/Фландрия (Ultratop 50)      | 18              |
| Бельгия/Валлония (Ultratop 50)      | 7               |
| ABPD                                | 2               |
| Nielsen SoundScan                   | 5               |
| Дания (Tracklisten)                 | 3               |
| Финляндия (Suomen virallinen lista) | 15              |
| Франция (SNEP)                      | 5               |
| Германия (GfK)                      | 11              |
| Венгрия (Rádiós Top 40)             | 2               |
| Венгрия (Single Top 40)             | 16              |
| Ирландия (IRMA)                     | 2               |
| Италия (FIMI)                       | 5               |
| Нидерланды (Dutch Top 40)           | 4               |
| Нидерланды (Single Top 100)         | 7               |
| Новая Зеландия (Recorded Music NZ)  | 2               |
| Норвегия (VG-lista)                 | 2               |
| ZPAV                                | 1               |
| Шотландия (OCC Scotland)            | 2               |
| Швеция (Sverigetopplistan)          | 8               |
| Швейцария (Schweizer Hitparade)     | 7               |
| Великобритания (OCC UK Singles)     | 2               |
| США (Billboard Dance Club Songs)    | 26              |

### Годовые чарты
| Чарт (2001)                          | Позиция |
| ------------------------------------ | ------- |
| UK Singles (Official Charts Company) | 60      |
| Чарт (2002)                          | Позиция |
| ARIA                                 | 11      |
| Ultratop Flanders                    | 72      |
| Ultratop Wallonia                    | 38      |
| SNEP                                 | 28      |
| Official German Charts               | 69      |
| Single Top 100                       | 38      |
| Recorded Music NZ                    | 23      |
| Sverigetopplistan                    | 57      |
| Schweizer Hitparade                  | 34      |
| UK Singles (Official Charts Company) | 87      |

## Сертификации и продажи
| Регион | Сертификация  | Продажи   |
| --- | ------------- | --------- |
| Австралия (ARIA) | Платиновый    | 70 000^   |
| Бельгия (BEA) | Золотой       | 25 000*   |
| Франция (SNEP) | Золотой       | 250 000*  |
| Великобритания (BPI) | 3× Платиновый | 1 800 000 |
| * Данные о продажах приведены только на основе сертификации. ^ Данные о тиражах приведены только на основе сертификации. |               |           |